# Такифугу
Такифугу, или фугу (лат. Takifugu), — род лучепёрых рыб семейства иглобрюховых отряда иглобрюхообразных. Род включает в себя 26 видов.
Большинство видов распространены в северо-западной части Тихого океана, но несколько видов встречаются в  пресных водах азиатских рек, относящихся к Индо-Тихоокеанскому региону. Рацион представителей рода состоит в основном из водорослей, моллюсков, беспозвоночных и реже ракообразных. Отличительной чертой данного рода является защитный механизм рыб, которые в случае опасности раздувают свои тела в несколько раз относительно обычного размера, помимо этого некоторые органы рыб ядовиты. Эти средства защиты позволяют рыбе активно исследовать окружающую среду без особого страха подвергнуться нападению.
Все представители рода обладают токсичностью, но, несмотря на это, или, возможно, из-за этого, считаются деликатесом в Японии. Содержат летальные количества яда тетродотоксина во внутренних органах, особенно в печени и яичнике, в меньшей степени в коже и семеннике. Исходя из этого, только специально лицензированные повара могут готовить и продавать фугу, а потребление печени и яичников рыб запрещено. Ежегодно фиксируются смертельные случаи отравления при поедании рыб семейства.
Механика действия яда следующая: он парализует мышцы, в то время как жертва остаётся в полном сознании и в конце концов умирает от удушья. В настоящее время к яду нет антидота, и стандартный медицинский подход заключается в попытке поддержать дыхательную и кровеносную системы, пока действие яда не спадёт.
Рыба рода Takifugu занимает видное место в японском искусстве 

## Описание

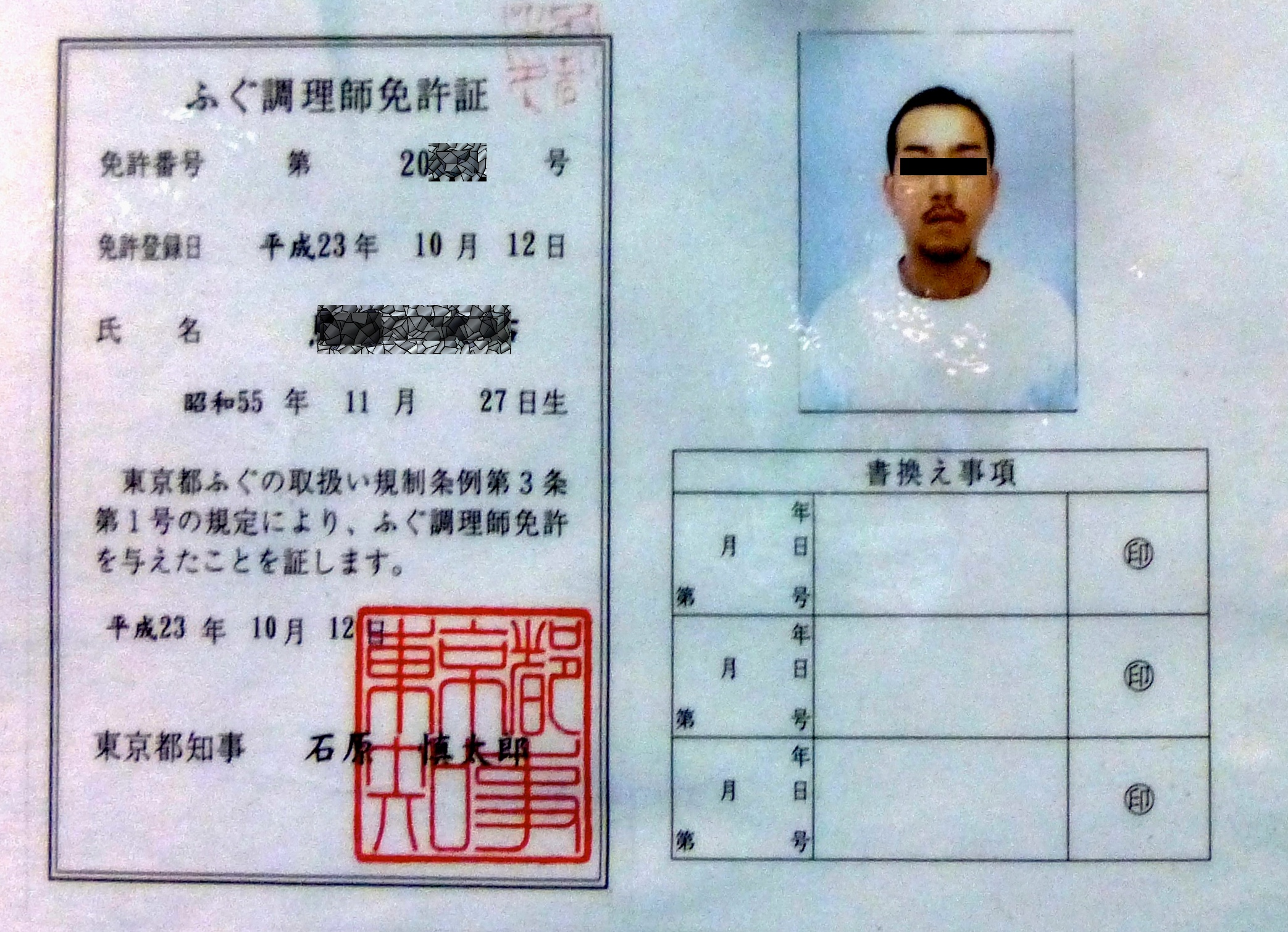
Лицензия на право приготовления фугу. Япония — 2013 год.

Большинство описанных видов рода обитают в северо-западной части Тихого океана, несколько обитают в пресноводных реках Китая. Все представители рода всеядны, имеют крепкие зубы, которые могут иметь относительно большие размеры в случае отсутствия в рационе рыбы абразивного корма. В случае опасности рыбы могут укусить.
Не все представители рода подробно изучены, наибольшее количество информации собрано о виде Takifugu rubripes (Бурый скалозуб), что обусловлено коммерческим использованием и разведением вида. О буром скалозубе известно, что период нереста происходит с марта по май, икринки рыба прикрепляет к скальным склонам на глубине около 20 метров. На протяжении жизни рыба может менять цвет с более тёмного на более светлый в зависимости от среды обитания. Бурый скалозуб является модельным организмом в биологических исследованиях.
Большинство видов рода не испытывают угроз популяции, исключениями выступают 2 вида: Takifugu chinensis и Takifugu plagiocellatus, причём первый из упомянутых стоит на грани вымирания.

## Среда обитания и образ жизни
Обладая грушевидной формой тела, представители рода не являются быстрыми пловцами, поскольку используют свои грудные плавники для осуществления манёвров, при этом рыбы умеют плавать в обратном направлении и менять направление движения гораздо быстрее, чем большинство видов рыб. По вышеописанным причинам они редко встречаются в открытой воде, предпочитая оставаться ближе к морскому дну, где они могут исследовать сложные среды, такие как устричные, травянистые луга и скалистые рифы. Тем не менее, эти рыбы очень любопытны и активны, а в некоторых случаях даже агрессивны как против представителей собственного рода, так и против других рыб.
В случае опасности рыба надувается сама, заполняя свой чрезвычайно эластичный желудок водой (или воздухом, когда находится за пределами воды), в этих ситуациях рыба практически шаровидна. Процесс заполнения водой фиксируется специальным клапаном в нижней части ротовой полости рыбы. Чрезвычайно эластичный желудок расширяется. В зависимости от вида фугу может достичь почти идеальной сферической формы.

## Токсичность
Несмотря на способность надуваться, основной защитой рыб вида является нейротоксин, содержащийся во внутренних органах, в основном в яичнике и печени, в меньшей степени в кишечнике и коже; лишь незначительное количество содержится в мышцах и крови. Это делает фугу летальной едой для большинства хищников, а также для человека. Токсин называется тетродотоксин (C13H21N3O10). Исследования показали, что рыба не способна продуцировать нейротоксин, а лишь аккумулирует его в своём организме. Изначально тетродотоксин вырабатывается морскими бактериями рода Pseudomonas, которые затем поедаются разнообразными живыми организмами. Таким образом рыба приобретает токсичность с пищей (рыбы, выращенные в искусственной среде и не употребляющие в пищу бактерии Pseudomonas, совершенно не ядовиты): специальные механизмы при участии белков-переносчиков захватывают тетродотоксин в печени рыбы и с кровотоком транспортируют его в кожу и другие органы. В отличие от пресноводных ядовитых представителей семейства иглобрюхие, у которых максимальная концентрация нейротоксина наблюдается в коже, у фугу тетродотоксин накапливается преимущественно в яичниках и печени. В зависимости от вида варьирует степень токсичности рыб.

## Список видов
В состав рода включают 26 видов:

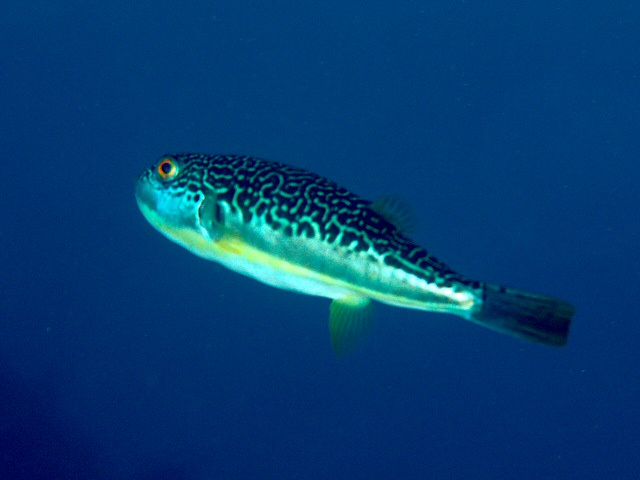
Takifugu exascurus

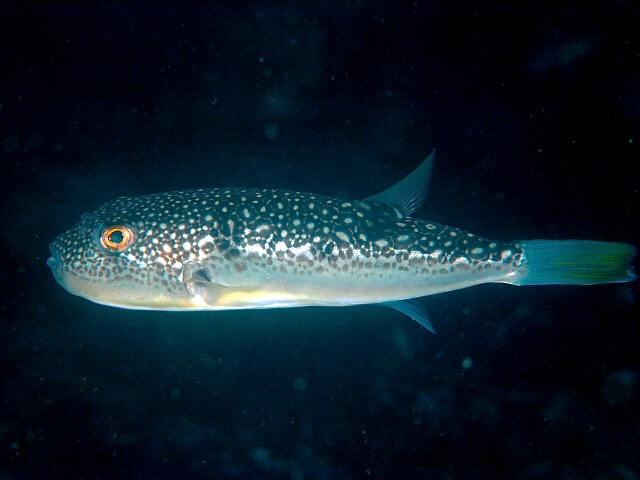
Takifugu snyderi

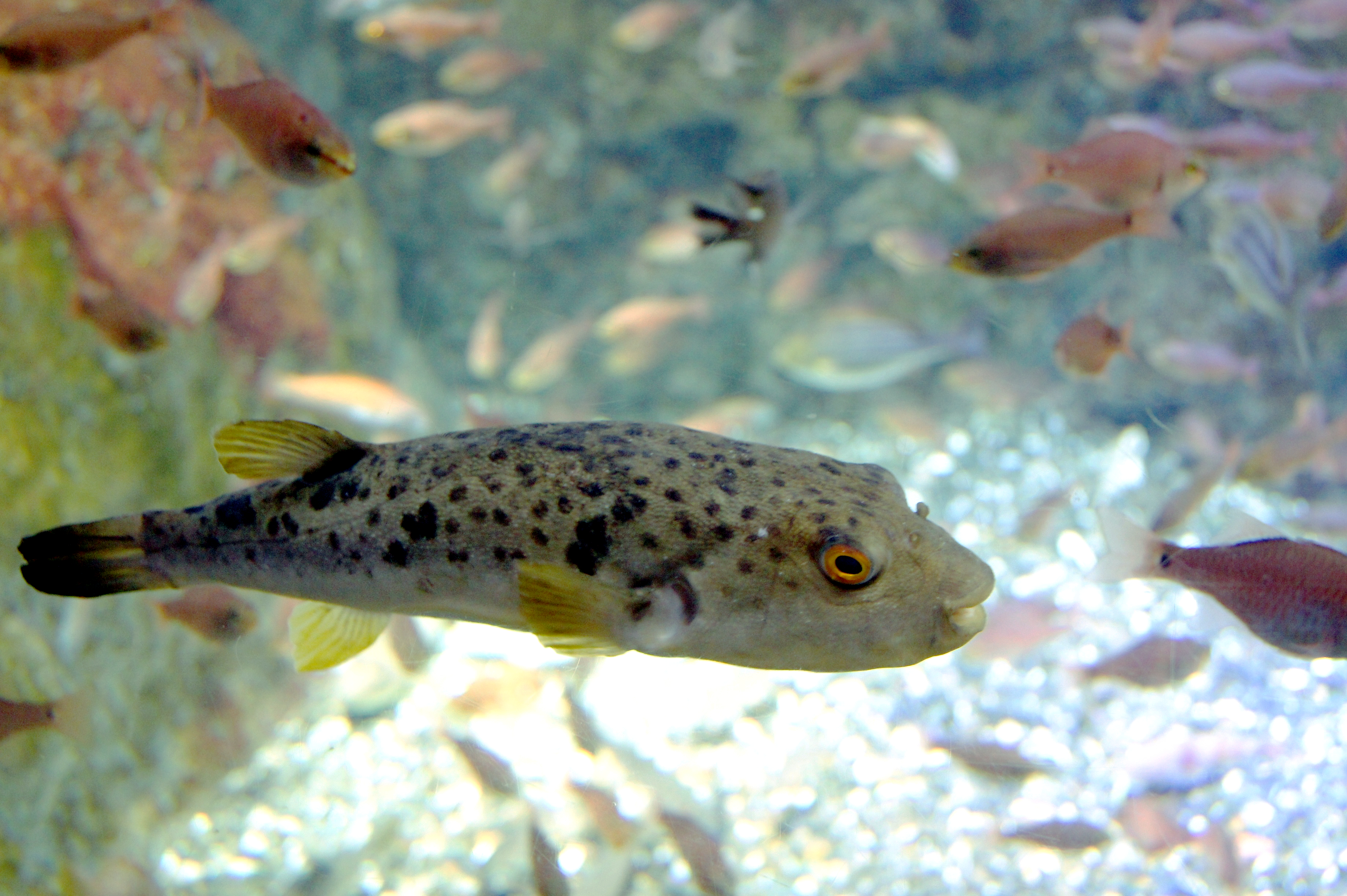
Takifugu niphobles

- Takifugu alboplumbeus (Richardson, 1845)
- Takifugu basilevskianus (Basilewsky, 1855)
- Takifugu bimaculatus (Richardson, 1845)
- Takifugu chinensis (Abe, 1949)
- Takifugu chrysops (Hilgendorf, 1879)
- Takifugu coronoidus Ni & Li, 1992
- Takifugu exascurus (Jordan & Snyder, 1901)
- Takifugu flavidus (Li, Wang & Wang, 1975)
- Takifugu niphobles (Jordan & Snyder, 1901) — Белоточечная собака-рыба
- Решетчатый такифугу (Takifugu oblongus)[1] (Bloch, 1786)
- Takifugu obscurus (Abe, 1949)
- Takifugu ocellatus (Linnaeus, 1758)
- Takifugu orbimaculatus Kuang, Li & Liang, 1984
- Takifugu pardalis (Temminck & Schlegel, 1850)
- Takifugu plagiocellatus Li, 2002
- Takifugu poecilonotus (Temminck & Schlegel, 1850)
- Takifugu porphyreus (Temminck & Schlegel, 1850)
- Takifugu pseudommus (Chu, 1935)
- Takifugu radiatus (Abe, 1947)
- Takifugu reticularis (Tian, Cheng & Wang, 1975)
- Takifugu rubripes (Temminck & Schlegel, 1850) — Бурый скалозуб[9]
- Takifugu snyderi (Abe, 1988)
- Takifugu stictonotus (Temminck & Schlegel, 1850)
- Takifugu variomaculatus Li & Kuang, 2002
- Takifugu vermicularis (Temminck & Schlegel, 1850)
- Takifugu xanthopterus (Temminck & Schlegel, 1850)